# Andrei Walerjewitsch Baschkirow
Andrei Walerjewitsch Baschkirow (russisch Андрей Валерьевич Башкиров; * 22. Juni 1970 in Schelechow, Russische SFSR) ist ein ehemaliger russischer Eishockeyspieler, der in seiner aktiven Zeit von 1991 bis 2010 unter anderem für die Canadiens de Montréal in der National Hockey League gespielt hat.

## Karriere
Andrei Baschkirow begann seine Karriere als Eishockeyspieler bei Chimik Woskressensk, für das er in der Saison 1991/92 sein Debüt in der Superliga gab. Nach einem Jahr Pause vom Eishockey ging er nach Nordamerika, wo er zunächst jeweils zwei Jahre lang in der ECHL für die Charlotte Checkers – wobei er die spielfreie Zeit 1994 und 1995 jeweils in der professionellen Inlinehockeyliga Roller Hockey International bei den Portland Rage und Sacramento River Rats überbrückte – und Huntington Blizzard aktiv war, ehe er gegen Ende der Saison 1996/97 für die Detroit Vipers und Las Vegas Wranglers in der International Hockey League spielte. Die folgende Spielzeit begann der Flügelspieler erneut in Las Vegas, sowie bei den Port Huron Border Cats aus der United Hockey League, wechselte jedoch kurz nach Saisonbeginn innerhalb der IHL zu den Fort Wayne Komets. Im NHL Entry Draft 1998 wurde er schließlich in der fünften Runde als insgesamt 132. Spieler von den Canadiens de Montréal ausgewählt. 
Für die Canadiens de Montréal gab Baschkirow zwischen 1998 und 2001 in 30 Spielen drei Torvorlagen in der National Hockey League. In seinem Rookiejahr, der Saison 1998/99 spielte er jedoch weiterhin überwiegend für die Fort Wayne Komets in der IHL, sowie die Fredericton Canadiens, das Farmteam Montréals, in der American Hockey League, in den weiteren beiden Spielzeiten fast ausschließlich für das neue AHL-Farmteam der Canadiens, die Citadelles de Québec. Von 2001 bis 2005 stand der Russe für den Lausanne Hockey Club in der Schweizer Nationalliga A unter Vertrag, ehe er die Saison 2004/05 in seiner russischen Heimat beim Superliga-Teilnehmer Sewerstal Tscherepowez beendete. Bereits nach Saisonende kehrte der Nationalspieler jedoch wieder in die Schweiz zurück und stand dort in der Saison 2005/06 beim NLA-Club Fribourg-Gottéron, sowie seinen mittlerweile abgestiegenen Ex-Club aus Lausanne in der Nationalliga B auf dem Eis. 
Nachdem Baschkirow die Saison 2006/07 erneut in Lausanne begonnen hatte, wechselte er nach nur vier Einsätzen zum HK Awangard Omsk in die Superliga. Auch in den folgenden beiden Spielzeiten blieb er in Russland und stürmte für den HK MWD Balaschicha in der Superliga, sowie in der Saison 2008/09 für den HK Sibir Nowosibirsk in der neu gegründeten Kontinentalen Hockey-Liga. Zuletzt lief der ehemalige NHL-Profi in der Saison 2009/10 noch einmal in der Schweiz für den EV Zug in der NLA und den SC Langenthal in der NLB auf.

### International
Für Russland nahm Baschkirow an der Weltmeisterschaft 2004, sowie im selben Jahr an der Euro Hockey Tour teil. In elf Länderspielen erzielte er zwei Tore und erhielt zwei Strafminuten.

## Erfolge und Auszeichnungen
- 1997 Teilnahme am ECHL All-Star Game
- 1997 ECHL All-Star Game MVP (gemeinsam mit David Brosseau)